# Шальные деньги (телесериал, 1998)
«Шальные деньги» (порт.  Pecado Capital) — бразильский телесериал 1998 года производства телекомпании Глобу, римейк оригинального телесериала 1975 года. Зрителям России впервые был показан в 2001 году Российской телерадиокомпанией, позднее повторно демонстрировался на телеканале Столица.

## О сериале
Автор новеллы Глория Перес этим проектом рассчитывала повторить успех оригинальной версии телесериала 1975 года, адаптировав сценарий к условиям конца XX столетия. Успех одному из первых цветных бразильских многосерийных телефильмов обеспечила хорошая игра и «химия» исполнителей трёх главных героев: Франсиску Куоку в роли Карлоса, Бетти Фария в роли Лусиньи и Лимы Дуарте в роли Салвиано.
Несмотря на достойную игру всего актёрского ансамбля, популярности старой версии сериала новая не достигла. В новой версии актёр Франсиску Куоку вновь сыграл одного из центральных персонажей, только на этот раз миллионера Салвиано Лишбоа. На две другие главные роли — Лусии Батиста и Карлоса Морено — на волне успеха их предыдущей любовной пары в телесериале «Во имя любви» были приглашены актёры Каролина Феррас и Эдуардо Московис.
По оригинальному сценарию Лусинья, расставшись со своим женихом Карлосом, выходит замуж за Салвиано, но фактическая «несовместимость» актёров Феррас и Куоку сделала этот вариант развития сюжета невозможным. Глория Перес была вынуждена создать нового персонажа — пару для Салвиано — Лауру. На эту роль после долгого отсутствия на телеэкранах была приглашена актриса Вера Фишер.
Финал сериала получился другим: в первой версии Карлос погибал от рук бандитов в результате пулевого ранения, Лусинья выходила замуж за Салвиано Лишбоа. В конце второй версии Карлос также умирает от бандитской пули, но Лусинья не выходит замуж, а рыдает над окровавленным телом любимого. Салвиано же остаётся с Лаурой.

### Сюжет
В центре событий телесериала — классический любовный треугольник и вездесущие межклассовые различия. Бедный таксист Жозе Карлос Морено, волей случая становится обладателем целого состояния — украденных денег, случайно оставленных в его автомобиле преступником.
Любимая девушка Карлоса — Лусия Батиста, уставшая от ревности жениха, постепенно сближается со своим шефом — Салвиано Лишбоа, одиноким богатым вдовцом и отцом шести детей. Для этого пожилого человека молодая красавица Лусинья становится шансом для новой счастливой жизни. При его поддержке девушка под псевдонимом Люси Жордан становится преуспевающей моделью. Дети Лишбоа категорически не принимают новую пассию отца, за исключением Виржилио — одного из средних сыновей, ставшего священнослужителем и в дальнейшем близким другом Лусиньи.
Младшая дочь Салвиано — Вилма, страдающая психическим расстройством и нуждающаяся в постоянном наблюдении, безумно влюбляется в Нелио Порто Рико, главу рекламного агентства, в котором работает Лусинья. Богатая и избалованная Вилминья делает всё возможное, чтобы завоевать его и вскоре они становятся мужем и женой. Нелио, изначально вступивший в этот брак только ради материальных благ и соответствующего веса в обществе, постепенно начинает влюбляться в взбалмошную девушку с «затуманенным» рассудком.
Спустя некоторое время Карлос становится жертвой шантажа Эунисе Фрейтас — любовницы преступника Мигеля Феррейры, укравшего деньги. Эунисе требует, чтобы он женился на ней в обмен на молчание.

## В ролях
- Франсиску Куоку — Салвиано Лишбоа
- Каролина Феррас — Мария Лусия (Лусинья) Батиста / Люси Жордан
- Эдуардо Московис — Жозе Карлос Морено
- Касия Кисс — Эунисе Фрейтас
- Палома Дуарте — Вилма (Вилминья) Лишбоа
- Алешандри Боржес — Нелио Порто Рико
- Вера Фишер — Лаура Медейрос
- Роберто Бонфим — Раймундо Морено
- Леандра Леал — Кларелис Батиста
- Тиаго Ласерда — Висенте Лишбоа
- Таис ди Кампос — Витория Лишбоа Кабрал
- Маркос Винтер — Виржилио Лишбоа
- Марсело Серрадо — Винисиус Лишбоа
- Жиду Пиньейро — Валтер Лишбоа
- Флориано Пейшото — Эрнани Кабрал
- Луис Мело — Рикардо Фрейтас
- Эри Джонсон — Тенориньо
- Педро Пауло Ранжел — Кловис Тенорио
- Клаудия Лис — Жизель (Жижи) Дюмон
- Камила Питанга — Ритинья
- Лима Дуарте — Антонио (Тоньо) Аликате
- Ирис Бруцци — Отилия Тенорио
- Суэли Франко — Джанира
- Джексон Антунес — Марсиано
- Тато Габус — Валдир
- Марко Рика — Мигел Феррейра
- Зилка Салаберри — Ба
- Андре Вали — Орестес Батиста
- Патрик ди Оливейра — Пауло Роберто Фрейтас
- Денизе Милфонт — Элизете Морено
- Антонио Помпео — Персивал
- Дарлене Глория — Аурора
- Мара Манзан — Алзира Батиста
- Освалдо Лорейро — Бока
- Гильерме Каран — Журандир (Жура) Пирес
- Бетти Лаго — Камила (Мила) Браганка
- Жулиана Агуяр — Лу Браганка
- Жава Майан — Пепе Браганка
- Жулиана Силвейра — Дагмар Кунья
- Валтер Верве — Рожер
- Ренато Рабело — Эскорел
- Марио Лаго — Амато
- Лусио Мауро — Донато
- Ана Фуртадо — Дейнья
- Малу Вале — Веринья
- Араси Кардозо — Сибеле
- Энри Кастели — Лобато
- Дуда Рибейро — Тату
- Ана Паула Гимарайнс — Элба
- Паула Манга — Роза
- Клара Гарсия — Рафа
- Пия Манфрони — Креуза
- Ванеса Дантас — Микаэла
- Матеус Петинати — Жуминья
- Рикардо Мартинс — Бруно
- Ирис Насименто — Фафа
- Мари Леан — Шейла
- Луан Убакер — Рубиньо Кабрал
- Луис Клаудио-младший — Нандиньо Кабрал
- Карлос Касагранде — Фернандо Азиз
- Адриана Фигейредо — Лурдес
- Диего Кодацци — Пастел
- Отон Бастос — Сандовал
- Бетти Фария — камео
- Ренато Гаушо — камео
- Ромарио — камео